# Schellenberger Turm
Der Schellenberger Turm (auch genannt: Passturm bzw. Schellenberger Passturm oder Passturm Schellenberg) diente ab 1193/94 im heutigen Marktschellenberg am Übergang nach Salzburg als Wehrturm zur Grenzbefestigung des zunehmend eigenständiger werdenden Berchtesgadener Landes sowie nach der Säkularisation (1803) bis 1823 der Stationierung einer königlich bayerischen Grenzbesatzung.

## Beschreibung und Lage

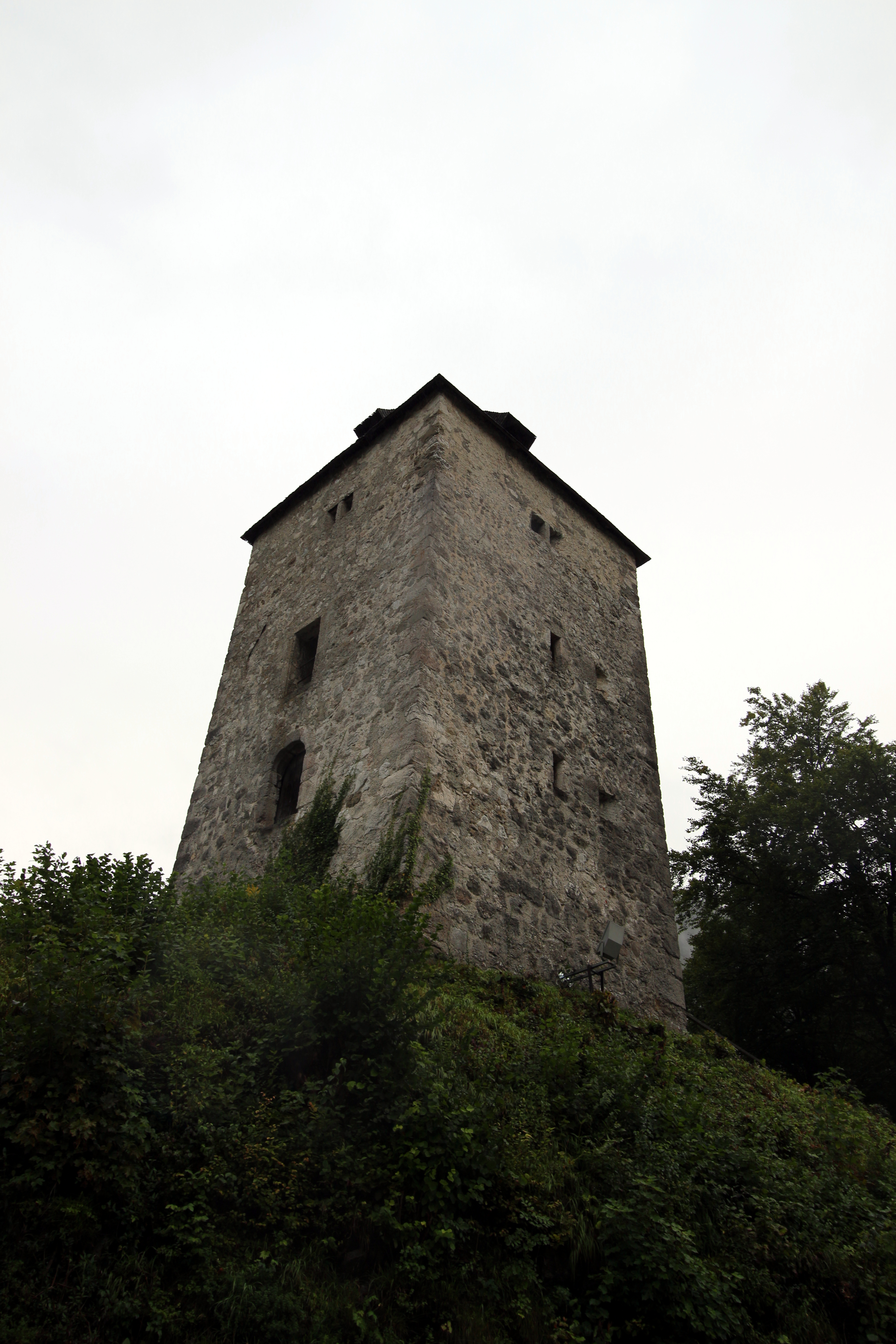
Der Schellenberger Turm aus der Nähe

Der Schellenberger Turm hat als sogenannter „Passturm“ einen quadratischen Grundriss und verfügt über vier Geschosse im hochromanischen Stil und im ersten Stock über ein romanisches Rundbogenportal. Abgeschlossen wird der Bau von einem hohen Zeltdach.
Er liegt an der B 305 zwischen dem Ortszentrum von Marktschellenberg und dem deutsch-österreichischen Grenzübergang Hangendenstein am Hangenden Stein, der an dieser Stelle auf 471 m ü. NHN den nach Höhenmetern niedrigsten und bequemsten Zugang ins Berchtesgadener Land bzw. in den  Südteil des Landkreises Berchtesgadener Land in Oberbayern erlaubt.

## Geschichte
Der Schellenberger Turm wurde etwa zeitgleich wie die Befestigungsanlage in Hallthurm 1193/94 zur Sicherung der Kernlande des Klosterstifts Berchtesgaden erbaut, aber erst nach einem Neubau 1252 im Jahr 1258 auch urkundlich erwähnt. Anlass für seine Errichtung waren u. a. die Angriffe der Edlen von Guethrat als Ministerialen der Salzburger Erzbischöfe und deren Interesse an den Salzlieferungen aus Schellenberg. 1677, als das Klosterstift zur Fürstpropstei Berchtesgaden erhoben war und bereits seit über 100 Jahren das Berchtesgadener Land eigenständig beherrschte, wurde die Befestigung ausgebaut und um einen als Mauthaus genutzten Torbau erweitert.
Nach der Säkularisation (1803) und kurzfristig mehreren Herrschaftswechseln wurde das Berchtesgadener Land 1810 dem Königreich Bayern einverleibt. Bis 1823 war nun eine königlich bayerische Grenzbesatzung im Turm stationiert. Danach wurde der Turm aufgegeben, und die Grenzbesatzung zog in das unweit von ihm neu errichtete Zollamt um. Das alte Mauthaus störte den zunehmenden Fuhrwerkverkehr und wurde 1841 abgebrochen sowie drei Jahre später die zuvor schwer zugängliche Passhöhe abgetragen und die Straße tiefergelegt. 1937 bezog der deutsche Zoll wiederum einen Neubau (siehe Abb. oben mit „ehemaligem Zollhaus“). Nach dem Zweiten Weltkrieg wurde 1953 etwas näher an der Grenze das neu angelegte Inselzollamt Schellenberg eröffnet.
Auf Anregung des einstigen Kreisheimatpflegers E. Aigner wurde der Passturm Teil des Wappens der bis 1969 eigenständigen Gemeinde Landschellenberg, die heute eine Gemarkung bzw. ein Ortsteil von Marktschellenberg ist.

## Öffnungszeiten
Der Schellenberger Turm ist zu Anlässen wie dem Tag des offenen Denkmals und darüber hinaus 1 × monatlich sonntags von 11 bis 15 Uhr für die Öffentlichkeit zugänglich.

## Ausgangspunkt für Wanderungen
Am Schellenberger Turm befindet sich der Ausgangspunkt für Bergwanderungen auf den Untersberg zur Toni-Lenz-Hütte und zur Schellenberger Eishöhle.